# Daniel-Kofi Kyereh
Daniel-Kofi Kyereh (* 8. März 1996 in Accra) ist ein ghanaisch-deutscher Fußballspieler. Der Offensivspieler steht seit Juli 2022 beim SC Freiburg unter Vertrag und ist ghanaischer Nationalspieler.

## Leben
Der als Sohn eines Ghanaers und einer Deutschen in Ghanas Hauptstadt Accra geborene Kyereh kam im Alter von eineinhalb Jahren nach Braunschweig, der Heimatstadt seiner Mutter.

## Karriere

### Im Verein
Der torgefährliche Offensivspieler kam über die Jugendmannschaften des SC Gitter, Eintracht Braunschweig und des VfL Wolfsburg 2014 zum TSV Havelse. Am 6. Dezember 2014 debütierte er im Herrenbereich beim 0:1 gegen Eintracht Norderstedt in der Regionalliga Nord nach einer Einwechslung in der 65. Minute. Sein damaliger Trainer Christian Benbennek lobte Kyerehs Zielstrebigkeit, seine Läufe mit dem Ball sowie seine Kreativität.
Zur Drittligasaison 2018/19 verpflichtete ihn der SV Wehen Wiesbaden, bei dem er einen bis 2020 laufenden Vertrag unterschrieb. In seinem ersten Spiel, beim VfR Aalen, erzielte Kyereh den 2:1-Siegtreffer. Sein erster Dreierpack als Profi gelang ihm beim 5:2-Auswärtssieg beim Karlsruher SC am 21. Oktober 2018. In seinem ersten Profijahr erzielte er in Zusammenarbeit mit seinem Sturmpartner Manuel Schäffler als Stammkraft 15 Saisontore, konnte fünf Vorlagen beisteuern und stieg mit Wehen in die 2. Bundesliga auf. In den Aufstiegspartien gegen den FC Ingolstadt 04 erzielte er sowohl im Hin- als auch im Rückspiel ein Tor. In seinem ersten Zweitligaspiel in der Saison 2019/20 traf Kyereh ebenfalls, das Spiel gegen den Karlsruher SC ging dennoch 1:2 verloren. In der Folge behielt er seinen Stammplatz, agierte nun jedoch überwiegend im Mittelfeld hinter den Stürmern Schäffler und Tietz. In 29 Pflichtspielen sammelte der Offensivspieler 14 Scorerpunkte, spielte mit Wehen aber von Saisonbeginn an um den Klassenerhalt; dieser wurde nicht erreicht, woraufhin für den Verein als Tabellenvorletzter der direkte Wiederabstieg erfolgte.
Im Anschluss verließ der Deutschghanaer den SV Wehen mit seinem Vertragsende und unterschrieb einen Dreijahreskontrakt beim Zweitligisten FC St. Pauli. Dort konnte er sich auf Anhieb als Stammspieler durchsetzen und in seiner ersten Saison 2020/21 in insgesamt 34 Spielen neun Tore sowie zehn Torvorlagen beisteuern. Im folgenden Jahr konnte er sich weiter steigern und war mit der Mannschaft lange Teil des Aufstiegskampfs; am Ende verpasste man als Tabellen-Fünfter mit drei Punkten Rückstand auf den Relegationsplatz den Aufstieg in die Bundesliga. Kyereh selbst gelangen in dieser Spielzeit in 29 Einsätzen zwölf Tore und zehn Torvorlagen.
Zur Saison 2022/23 wechselte Kyereh in die Bundesliga zum SC Freiburg. Nach bis dahin zwölf Ligaspielen mit der Mannschaft, sowie sechs weiteren Pflichtspieleinsätzen in der UEFA Europa League und im DFB-Pokal, erlitt Kyereh im Februar 2023 während einer Trainingseinheit einen Kreuzbandriss und fällt damit seitdem verletzt aus. Neben der Rückrunde der laufenden Saison verpasste er auch die beiden folgenden Spielzeiten 2023/24 und 2024/25 aufgrund der Verletzung vollständig.

### In der Nationalmannschaft
Kyereh debütierte im September 2021 in der ghanaischen Nationalmannschaft. Er kam in sieben von acht Qualifikationsspielen für die Weltmeisterschaft 2022 zum Einsatz. Im Januar 2022 spielte er beim Afrika-Cup 2022 in allen drei Partien, ehe man in der Gruppenphase ausschied. Nach der erfolgreichen Qualifikation wurde Kyereh in Ghanas Kader für die WM 2022 berufen, bei der er zu drei Einsätzen als Einwechselspieler kam.

## Erfolge
SV Wehen Wiesbaden
- Aufstieg in die 2. Bundesliga: 2019